# イアン・マードック
イアン・アシュリー・マードック（英語: Ian Ashley Murdock、1973年4月28日 - 2015年12月28日）は、ドイツ出身でアメリカ合衆国で活動していたソフトウェアエンジニア。
Linuxディストリビューションなどを開発するプロジェクトであるDebianの創設者で、初代開発リーダーを務めた。また、Progeny Linux Systemsという企業も立ち上げている。この企業は、Linuxカーネルの上に構築され、GNU General Public License(GPL)のような自由ソフトウェアにて配布される商用ディストリビューションをベースとしたサービスを提供する企業であった。

## 経歴
マードックは1973年に西ドイツの南に位置するコンスタンツで、アメリカインディアナ州出身の両親のもとで生まれた。パデュー大学在学中の1994年に、LinuxとGNUの精神に則り、開かれたLinuxディストリビューションを作り上げる趣旨をまとめたDebianマニフェストを起草し、1996年にはパデュー大学で計算機科学の学士号を取得した。このdebianの名称は、当時のマードックの彼女であったデブラ・リン (Debra Lynn) と、自身のファーストネームである Ian を組み合わせたものであった。後に彼女と結婚したが、2007年8月に離婚を申し立てられ、2008年1月に離婚が認められている。
2006年にFree Standards Groupの最高技術責任者に就任し、Linux Standard Baseの主席にも選出された。2007年1月にFree Standards GroupがOpen Source Development Labsと合流し、Linux Foundationが設立された後も同職を務めた。
2007年3月にLinux Foundationを離れ、サン・マイクロシステムズに入社した。GNOMEとGNU由来のユーザランド環境、そしてネットワークベースのパッケージ管理システムを備えたOpenSolarisの開発に携わった 。入社後からサン・マイクロシステムズの「プラットフォーム創造」(Emerging Platforms)部門およびコミュニティー・マーケッティング部門を担当する副社長を務め、サンがオラクルに買収直後となる2010年2月に同社を離れた。
2011年から2015年まではセールスフォース・ドットコム（現・セールスフォース）の傘下企業であるSalesforce Marketing Cloudにプラットフォーム・デベロッパーコミュニティー部門の副社長を務めた。
2015年11月にDocker社に入社したが、翌月の12月28日にサンフランシスコにある自宅で亡くなっている姿が発見された。死因は明らかになっていないが、亡くなる当日に自身のTwitterの発言で、警察への怒りと自殺をほのめかしていた。